# Mr. Bean (televíziós sorozat, 1990)
A Mr. Bean 1990-től 1995-ig vetített angol televíziós filmsorozat, amelynek alkotói Rowan Atkinson és Richard Curtis. A forgatókönyvet Rowan Atkinson, Richard Curtis, Robin Driscoll és Ben Elton írták. Az élőszereplős játékfilmsorozat rendezői John Birkin, John Howard Davies és Paul Weiland, a producerei John Howard Davies és Sue Vertue. A zenéjét Howard Goodall szerezte. A tévéfilmsorozat a Tiger Aspect Productions, a Thames Television, és a Central Television gyártásában készült. A főszerepben Rowan Atkinson látható. Műfaja szituációs komédiasorozat. Az Egyesült Királyságban 1990. január 1-jére került az első rész Mr. Bean vizsgázik bemutatója, a záró epizód, a Jó éjszakát, Mr. Bean! pedig 1995. október 31-ére.
Az ötéves futás alatt a széria jelentős brit nézőszámra tett szert, beleértve az 1992-es "The Trouble With Mr Bean" 18,74 millió nézőjét. Számos nemzetközi díjkiosztón volt jelölve, például a "Rose d'Or"-on. A showt több mint 200 helyen vetítették világszerte. A filmsorozat alapján két film is készült a színész főszereplésével, Bean – Az igazi katasztrófafilm és  Mr. Bean nyaral címmel, valamint 2002-ben egy rajzfilmsorozat is készült, a színészről mintázott rajzfigura főszereplésével, azonos címmel.
A sorozat Magyarországon először az Antal Imre vezette Szeszélyes évszakok című műsorban került képernyőre.

## Jellemvonásai
Mr. Bean egy korábbi hasonló francia kisember-karakterről, a Jacques Tati által alakított Monsieur Hulot-ról lett mintázva. Atkinson szerint Bean „egy gyerek egy felnőtt férfi testében”. A különböző hétköznapi feladatok, problémák megoldása közben – gyakran rögtönzött ötletekkel – felborítja a megszokott felnőttes eljárások folyamatát, ezzel további bajokat zúdítva magára. Többnyire apró előnyökre vadászik, de erőfeszítései kontraproduktívnak bizonyulnak és csak a bosszúság marad számára.
Mr. Bean általában nem beszél, legfeljebb magában dünnyög.

## Ismertető
Mindenki számára jól ismert a világon a leggátlásosabb személy, aki nem más mint Mr. Bean. Ez az ember nagyon parádés a személyiségében. Ötvözi az ártatlanságot és a leleményességet. Bármilyen eset is fordul vele elő, mindig megtalálja rá a megoldást, ami nem jutna eszébe sose egy átlagos embernek.
Mindamellett ellenszenves személy, [forrás?] mivel embertársai hányattatásait sajátos szenvtelenséggel kíséri végig, olyannyira, hogy gyermeki csínytevéshez hasonlatos ökörséggel okoz nekik még némi ráadás bosszúságot. Az egyik ilyen tréfája, amikor egy hölgy és egy vak férfi társaságában áll egy londoni buszmegállóban, közben az úttestre lépve jellegzetes mozdulatokat és hangokat adva ki azzal csapja be a vak férfit, mintha már megérkezett volna a busz és az ajtó is kinyílt. Csak az ott álló hölgy gyors közbelépésén múlik, hogy a férfit nem üti el az éppen Mr. Bean után érkező valódi autóbusz.

## Főszereplők
| Szereplő  | Színész         | Ismertető                                        |
| --------- | --------------- | ------------------------------------------------ |
| Mr. Bean  | Rowan Atkinson  | A sorozat főszereplője.                          |
| Teddy     | -               | Mr. Bean legjobb barátja, egy játékmackó.        |
| Irma Gobb | Matilda Ziegler | Mr. Bean barátnője, bár kapcsolatuk igen gyenge. |

## Epizódok
Magyarországon az epizódok mindegyike csak magyar felirattal került bemutatásra, szinkront sosem kaptak.
A legtöbb epizód több magyar címet is kapott az évek során.
| 1. | Mr. Bean                   | Mr. Bean / A bevezető epizód / Mr. Bean vizsgázik                     | 1990. január 1.      |                                |
| Akár a vizsgán ül, ahol egyetlen kérdésre sem tudja a választ; akár a tengerparton, ahol úgy próbálja fürdősortját felhúzni, hogy a nadrágját nem veszi le; akár a templomban ül, ahol minden erőfeszítéssel azon fáradozik, hogy ébren maradjon, Mr. Bean mindig talál valami cseles módszert arra, hogy amit eltervezett, azt véghezvigye. |                            |                                                                       |                      |                                |
| 2. | The Return of Mr. Bean     | Mr. Bean visszatér                                                    | 1990. november 5.    |                                |
| Mr. Bean megkapja élete első hitelkártyáját, melyet kizárólag csak az áruházban használhat; Egy elegáns étteremben a vacsorája nem a tervei szerint alakul, mert borzalmas az étel; Idegesen ácsorogva a Royal Filmszínház előtti sorban, Mr. Bean lelkiismeretesen próbál a nagy pillanatra.                                                |                            |                                                                       |                      |                                |
| 3. | The Curse of Mr. Bean      | Mr. Bean átka / Mr. Bean, a két lábon járó balsors                    | 1991. január 1.      |                                |
| Az úszómedencénél Mr. Bean egyre türelmetlenebbül várja, vajon milyen lesz a legmagasabb trambulinról fejest ugrani; A padon Mr. Bean még több haszontalan találékonyságáról tesz tanúbizonyságot, amikor bemutatja, hogyan kell szendvicset készíteni; Mr. Bean meggyőződik arról, hogy a horrorfilmek nézése a kedvenc időtöltése.         |                            |                                                                       |                      |                                |
| 4. | Mr. Bean Goes to Town      | Mr. Bean a városban / Mr. Bean a városba megy                         | 1991. október 15.    |                                |
| Mr. Bean épp most vásárolta meg élete első televízióját, amivel meggyűlik a baja; Egy újabb játékra, egy polaroid fényképezőre is szert tesz a parkban, mielőtt a Fuccs klubban, majd a diszkóban görbe estét csap, ahol bemutatja fantasztikus tánctudását.                                                                                 |                            |                                                                       |                      |                                |
| 5. | The Trouble with Mr. Bean  | Bajok Mr. Bean-nel / Mr. Bean bajjal jár                              | 1992. január 1.      |                                |
| Mr. Bean kissé elszunyókál, de néhány igazán leleményes vezetési trükköt bevetve a megbeszélt időpontban a fogorvoshoz ér, aki azt kívánja, bárcsak sohasem érkezett volna meg; A délutánt a parkban tölti, ahol kénytelen a piknikjét megosztani egy kellemetlenkedő vendéggel.                                                             |                            |                                                                       |                      |                                |
| 6. | Mr. Bean Rides Again       | Mr. Bean újra száguld / Mr. Bean mozgásba lendül                      | 1992. február 17.    |                                |
| Mr. Bean egy szívinfarktust kapott személy segítségére siet, de az eredmény katasztrofális; Mr. Bean-nek nem sikerül feladnia egy levelet, de a sorozatos megpróbáltatások után boldogan utazik vakációzni egy repülőn. |                            |                                                                       |                      |                                |
| 7. | Merry Christmas, Mr. Bean  | Boldog karácsonyt, Mr. Bean! / Mr. Bean, a nyári Mikulás              | 1992. december 29.   |                                |
| Karácsony van, és izgalommal teli Mr. Bean-ünk szokásos rombolását végzi az ünnepek idején. Új értelmet ad a pulyka "feldíszítésének", mialatt barátnője, Irma izgatottan várja különleges karácsonyi ajándékát. |                            |                                                                       |                      |                                |
| 8. | Mr. Bean in Room 426       | Mr. Bean a 426-os szobában / Mr. Bean szobára megy                    | 1993. február 17.    |                                |
| Mr. Bean egy hotelben tölti a hétvégéjét. Pechjére meg kell tapasztalnia szobájának alapvető kényelmi hiányosságait. A maga leleményes módján ezeket a gondokat is csak egy másik problémás módszerrel tudja megoldani: kizárja magát a szobából.                                                                                            |                            |                                                                       |                      |                                |
| 9. | Do-It-Yourself Mr. Bean    | Csináld magad, Mr. Bean / Mr. Bean az ezermester                      | 1994. január 10.     |                                |
| Mr. Bean lemarad az éjfélről szilveszterkor, ám a másnapi vásáron övé lesz a nagy fogás. Igazán szokatlan módját választotta a megvásárolt dolgok hazafuvarozásának, és a felújítás alkalmával is saját kezűleg idéz elő őskáoszt. |                            |                                                                       |                      |                                |
| 10. | Mind the Baby, Mr. Bean    | Mr. Bean, a bébicsősz                                                 | 1994. április 25.    |                                |
| Mr. Bean nagyon örül, hogy végre megtalálta a Búcsúba vezető utat, és nem kevésbé izgatott akkor sem, amikor azon veszi észre magát, hogy egy kisgyermekre vigyáz. Most az a legnagyobb gondja, hogy a baba biztonságban legyen mindamellett, hogy azért saját felhőtlen szórakozása se szenvedjen csorbát.                                  |                            |                                                                       |                      |                                |
| 11. | Back to School Mr. Bean    | Mr. Bean újra az iskolában / Mr. Bean iskolába megy                   | 1994. október 26.    |                                |
| Mr. Bean feltöltődik kissé a természettudományi órán, a művészeti órát pedig kínosnak találja. A judo óra után valaki megfújja nadrágját, autójára pedig akkora nyomás nehezedik a parkolóban, ami mindkettőjük számára maradandónak bizonyul.                                                                                               |                            |                                                                       |                      |                                |
| 12. | Tee Off, Mr. Bean          | Mr. Bean golfozik / Mr. Bean, a pálya ördöge                          | 1995. szeptember 20. |                                |
| Mr. Bean ismét elveszíti nadrágját, ezúttal azonban a mosodában. Életében először délután részt vesz egy őrült golfozáson, ahol megmutatja, milyen eszközök kellenek ahhoz, hogy valaki jó játékossá váljon - egy jó térkép, egy iránytű és egy rakás pénz buszra.                                                                           |                            |                                                                       |                      |                                |
| 13. | Goodnight Mr. Bean         | Jó éjszakát, Mr. Bean!                                                | 1995. október 31.    |                                |
| A kórházban Mr. Bean kifogy a béketűréséből a járóbeteg-ellátáson, a Windsori-kastélyban azonban nagyon jól elszórakozik Őfelsége őrségének egyik tagjával. Később álmatlanság gyötri, ami az egyik legállatibb alakítást hozza ki belőle.                                                                                                   |                            |                                                                       |                      |                                |
| 14. | Hair by Mr. Bean of London | Hajviselet Mr. Bean módra Londonban / Mr. Bean, a londoni hajszobrász | 1995. november 15.   |                                |
| Általában Mr. Bean nem szeret a fodrászhoz menni, ezúttal azonban nagyon jól érzi magát ott. Nagyon jól mulat a falusi ünnepen is, ahol Teddy nyer egy díjat. A vasútállomáson Mr. Bean két dolgot tanul meg: szörnyen sötét van egy postazsákban, Moszkva pedig elképzelhetetlenül távol esik Londontól.                                    |                            |                                                                       |                      |                                |
| 15. | The Best Bits of Mr. Bean  | Mr. Bean legjobb pillanatai                                           | 1995. december 15.   | Csak DVD-n jelent meg 2007-ben |
| Mr. Bean legviccesebb és legnépszerűbb történeteit élhetjük át újra ebben a 72 perces epizódban. Mr. Bean és Teddy felmennek a padlásra egy esernyőért, míg a keresgélés végül múltidézésbe csap át, és visszaemlékeznek legmulatságosabb csínytevéseikre és kalandjaikra.                                                                   |                            |                                                                       |                      |                                |

### Különkiadások
| 1. | The Library                                                 | A könyvtár                                      | 1990. november      | Csak DVD-n jelent meg 2007-ben |  |  |
| Bár viccesen hangzik, de ideiglenesen Mr. Bean felügyeletére bíznak egy felbecsülhetetlen értékű kéziratot. |                                                             |                                                 |                     |                                |  |  |
| 2. | The Bus Stop                                                | A buszmegálló                                   | 1991. november      | Csak DVD-n jelent meg 2007-ben |  |  |
| Mr. Bean lekési a buszt - amiben nincs semmi meglepő -, de szentül elhatározza, hogy legelöl fog állni a sorban, amikor jön a következő busz. |                                                             |                                                 |                     |                                |  |  |
| 3. | The Story of Bean                                           | A Bean-sztori                                   | 1997.               | Csak DVD-n jelent meg 2007-ben |  |  |
| A film bemutatja Mr. Bean, napjaink leghíresebb, nemzetközi ismeretségre is szert tett komikus karakterének születését és sikereit. Interjúkat láthatunk a karaktert megformáló Rowan Atkinsonnal, valamint korábbi színpadi szerepléseiről készült felvételekbe is belepillanthatunk. |                                                             |                                                 |                     |                                |  |  |
| 4. | London 2012 Olympic Opening Ceremony Isles of Wonder        | 2012. évi olimpiai megnyitó szertartás (London) | 2012.               | Nem mutatták be                |  |  |
| |                                                             |                                                 |                     |                                |  |  |
| 5. | Mr. Bean's 25th Anniversary: Mr. Bean Drives His Car Again! | Mr. Bean 25. évforduló: Mr. Bean újra vezet     | 2015. szeptember 5. | Nem mutatták be                |  |  |
| |                                                             |                                                 |                     |                                |  |  |

### Különkiadások - Comic Relief
| 1. | Mr. Bean's Red Nose Day | Mr. Bean piros orr napja | 1991. március 15. | Nem mutatták be |  |  |
|    |                         |                          |                   |                 |  |  |
| 2. | Blind Date              | Vakrandevú               | 1993. március 12. | Nem mutatták be |  |  |
|    |                         |                          |                   |                 |  |  |
| 3. | Torvill & Bean          | Torvill és Bean          | 1995. március 17. | Nem mutatták be |  |  |
|    |                         |                          |                   |                 |  |  |
| 4. | Mr. Bean's Wedding      | Mr. Bean esküvőn         | 2007. március 16. | Nem mutatták be |  |  |
|    |                         |                          |                   |                 |  |  |
| 5. | Mr. Bean: Funeral       | Mr. Bean temetésen       | 2015. március 13. | Nem mutatták be |  |  |
|    |                         |                          |                   |                 |  |  |

## Érdekességek
- A második epizódtól (The Return of Mr. Bean) bevezetett kezdő jelenetben, amikor Mr. Bean lezuhan az égből egy fénysugár kíséretében, a Southwarki katedrális kórusa az alábbi szöveget énekli: "Ecce homo qui est faba", ami annyit jelent: Íme az ember, aki egy bab.[1][2][3]
- A sorozat 14. része a Mr. Bean, a londoni hajszobrász Angliában csak VHS-en jelent meg 1995. november 15-én, és csak 2006 augusztus 25-én adták le először az angol tévécsatornák.
- A sorozat 15. részeként készült egy The Best Bits of Mr. Bean (Mr. Bean legjobb pillanatai) című 72 perces összeállítás, amiben Mr. Bean és játékmackója, Teddy felmennek a padlásra, és az ott talált tárgyak alapján idézik fel a Mr. Bean sorozat legjobb pillanatait. A premierje 1995. december 15-ére esett.